# Якшанга (селище)
Якшанга (рос. Якшанга) — селище в Поназирьовському районі Костромської області Російської Федерації.
Населення становить 906 осіб. Входить до складу муніципального утворення Якшангське сільське поселення.

## Історія
У 1962-1965 роках населений пункт належав до Шар'їнського району.
Від 2007 року входить до складу муніципального утворення Якшангське сільське поселення.

## Населення
| 1959  | 1970  | 1979  | 1989  | 2006  | 2008  | 2010  |
| ----- | ----- | ----- | ----- | ----- | ----- | ----- |
| 7557  | ↘5528 | ↘3986 | ↘3270 | ↘1905 | ↘1750 | ↘1388 |
| 2011  | 2012  | 2013  | 2014  | 2015  | 2016  | 2017  |
| ↗1750 | ↘1311 | ↘1244 | ↘1174 | ↘1142 | ↘1112 | ↘1070 |
| 2018  | 2019  | 2020  |       |       |       |       |
| ↘1004 | ↘965  | ↘906  |       |       |       |       |